# Adolf von Hildebrand

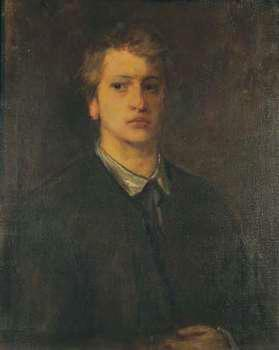
Adolf von Hildebrand

Adolf Ritter von Hildebrand (Marburg, 6 oktober 1847 - München, 18 januari 1921) was een vooraanstaand Duitse beeldhouwer. 

## Biografie
Hildebrand groeide op in Bern, Zwitserland, waar zijn vader docent economie was. Hij studeerde van 1862 tot 1866 in Neurenberg en van 1866 tot 1867 in het atelier van Caspar von Zumbusch in München. Daarna reisde hij naar Rome.  
Ondanks zijn succes en zijn invloed in Duitsland, Oostenrijk en Zwitserland was Hildebrand in eigen land niet bijster populair wegens zijn oriëntatie op de Italiaanse renaissance en zijn langdurig verblijf in Italië (Hildebrand bezat het voormalig klooster San Francesco di Paola in Florence). Zijn kunst werd voor te weinig Duits versleten. 
Een van zijn belangrijkste leerlingen was zijn schoonzoon Theodor Georgii, die Hildebrands in de Tweede Wereldoorlog verwoeste Wittelsbacherbrunnen in München herstelde. Arno Breker, de omstreden Duitse beeldhouwer die bekend werd door zijn heldenfiguren in de nazitijd, was geen leerling van hem, maar werd wel door hem geïnspireerd.
Hildebrand overleed op 74-jarige leeftijd in München. Hij werd begraven op de Oberföhringer Friedhof.

## Werk
Hildebrands plastiek en sculptuur hebben classicistische, "mediterrane" trekken en worden gekenmerkt door een heldere, gereduceerde en rustige vormgeving. Hij maakte zich sterk voor duidelijke en voltooide uitbeelding zonder overvloedige details. De menselijke gestalte was zijn favoriete onderwerp.